# Hampstead Heath

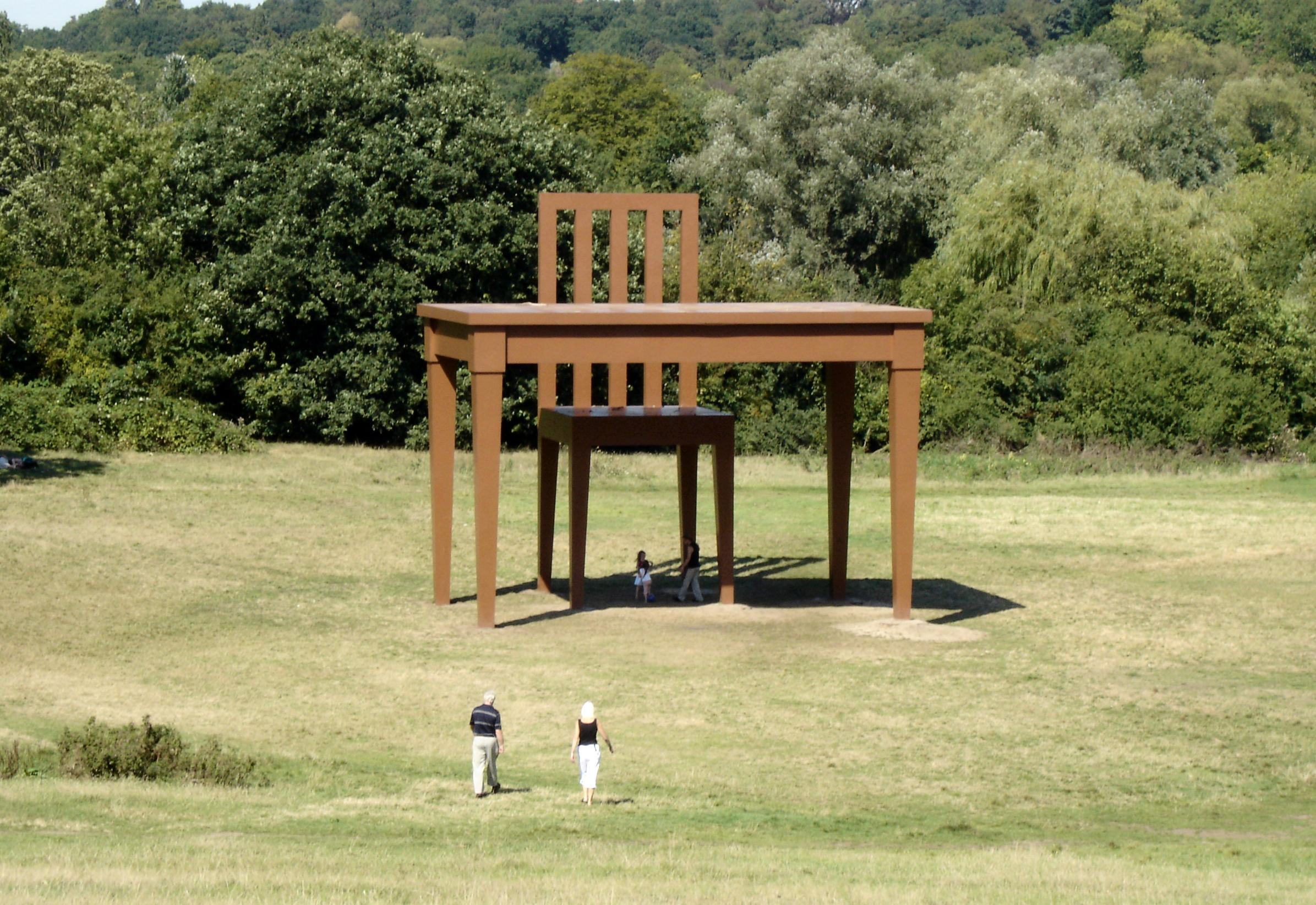
Een kunstwerk in het park

Hampstead Heath is een park in Londen, gelegen in de wijk Hampstead. De naam duidt een heide ("heath").
Het park wordt doorkruist door North End Way en Spaniards Road, en grenst aan Hampstead Lane en de tuinen van Kenwood House. Het park is enkele kilometers breed en lang. Het is elke dag open.
Het park bevat vele landschappen: er zijn bossen, heuvels, vijvers, weiden en meren te vinden. Tijdens Pasen, het einde van de lente en het einde van de zomer worden er ook drukbezochte activiteiten georganiseerd, zoals vliegeren en openluchtconcerten.